# Arbori
Arbori (en cors Arburi) és un municipi francès, situat a la regió de Còrsega, al departament de Còrsega del Sud. L'any 2004 tenia 67 habitants.

## Demografia
| 1962 | 1968 | 1975 | 1982 | 1990 | 1999 | 2004 |
| ---- | ---- | ---- | ---- | ---- | ---- | ---- |
| 132  | 140  | 122  | 92   | 62   | 63   | 67   |

## Personatges
- Santu Casanova, poeta.
- Pierre Leca, poeta.